# Egmont Jenny

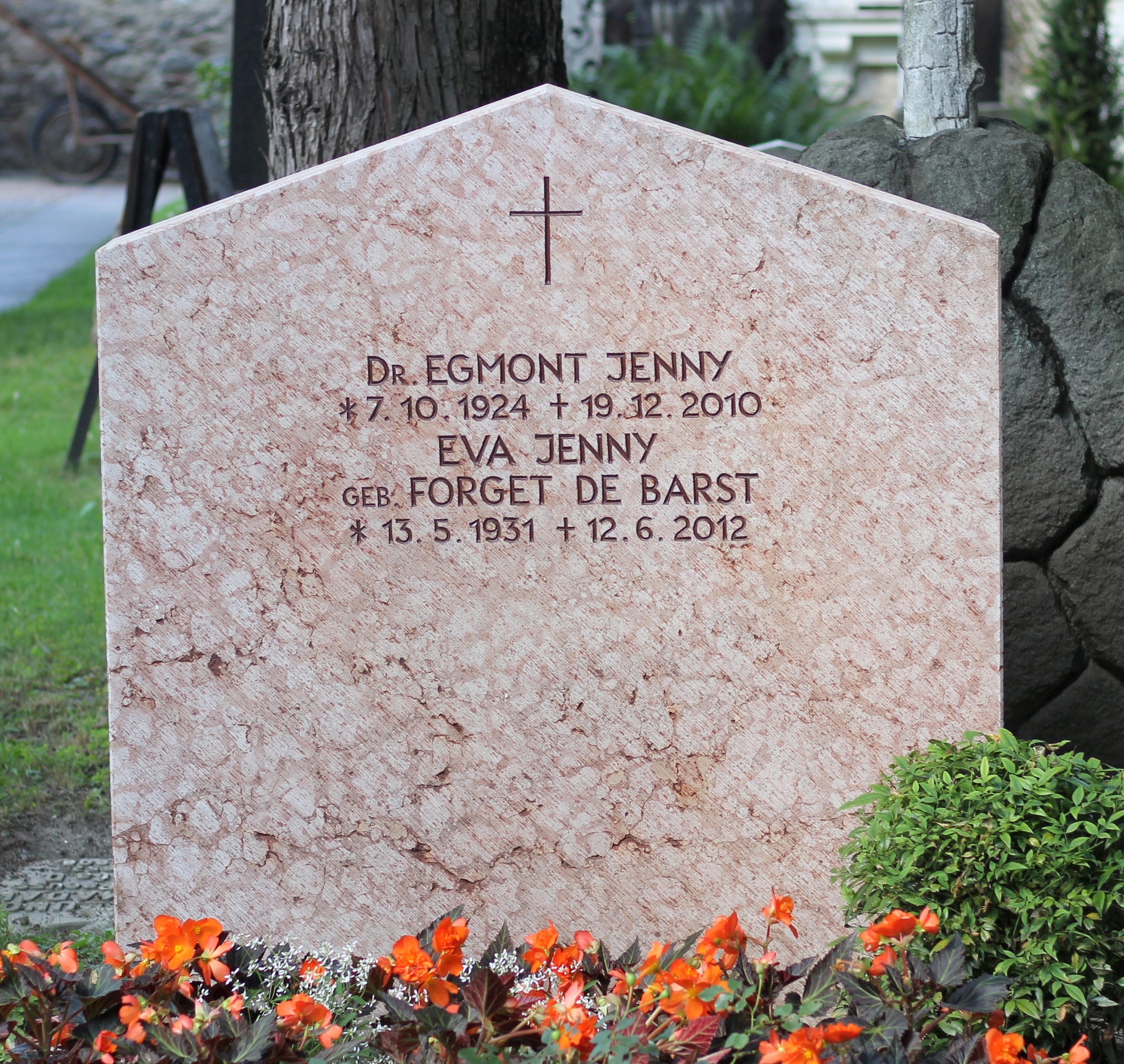
Grabstein Egmont Jenny

Egmont Jenny (* 7. Oktober 1924 in Rankweil, Österreich; † 19. Dezember 2010 in Dorf Tirol, Italien) war ein italienischer Regionalpolitiker, Gründer der Sozialen Fortschrittspartei Südtirols (SFP), freischaffender Arzt und Publizist.

## Leben

### Jugendjahre zwischen Faschismus und Nationalsozialismus
Jenny verbrachte seine Kindheitsjahre in der Südtiroler Dorfgemeinde Lana. In den 1920er- und 30er-Jahren erlebte er dort eine erste politische Sozialisation, die stark von den gewaltsamen Entnationalisierungsmaßnahmen der italienischen Faschisten wie massiver nationalsozialistischer Gegenagitation durch deutschsprachige Südtiroler geprägt worden war.
Im Zuge der Realisierung des deutsch-italienischen Umsiedlungsabkommens für Südtirol im Jahr 1939 (sogenannte Option) wurde Jennys Familie zerrissen. Als einziger Sohn folgte er anfangs seinem Vater, der sich als gebürtiger Vorarlberger und ausgebildeter Apotheker für die Annahme der deutschen Staatsbürgerschaft entschieden hatte. Wenige Monate nach seiner Abwanderung ins Reich kehrte Jenny allerdings zu seiner italienischsprachigen Mutter nach Lana zurück und beendete dort seine schulische Laufbahn am Gymnasium in Meran.
Nach erfolgreichem Maturabschluss begann Jenny 1942 ein Medizinstudium in Bologna, meldete sich nach der Besetzung Norditaliens durch das Deutsche Reich 1943 jedoch kurzfristig als Freiwilliger zur Wehrmacht. Die deutsche Niederlage in Italien überstand er unbeschadet in der Obhut einer angesehenen friulaner Bürgersfamilie. Nach Kriegsende setzte er seine universitäre Ausbildung in Innsbruck fort und absolvierte im Anschluss an seinen Studienabschluss eine Facharztausbildung zum Urologen in Wien.

### Engagement für die österreichische Sozialdemokratie in Südtirol
Mitte der 1950er Jahre eröffnete Jenny seine Privatpraxis in Bozen und begann parallel dazu eine politische Laufbahn bei der Südtiroler Volkspartei (SVP), die er von 1964 bis 1966 im Südtiroler Landtag und damit gleichzeitig im Regionalrat Trentino-Südtirol vertrat. 1965 gründete Jenny mit Gleichgesinnten den Südtiroler Arbeitskreis für Sozialen Fortschritt, der innerhalb der Volkspartei erste Ansätze eines sozialdemokratischen Flügels konsolidieren sollte. Jennys Initiative basierte dabei nicht unerheblich auf Unterstützung des damaligen österreichischen Außenministers und späteren Bundeskanzlers Bruno Kreisky.
Im April 1966 wurde Jenny aus weitgehend ideologischen Gründen aus der Südtiroler Volkspartei ausgeschlossen. Aus den Reihen des Arbeitskreises für Sozialen Fortschritt ging daraufhin umgehend die Soziale Fortschrittspartei Südtirols (SFP) hervor, als deren Vertreter Jenny 1968 aus dem Südtiroler Landtag ausschied. Mit Aufstockung der Landtagsmandate von 25 auf 34 Sitze gelang der Partei trotz Stimmenverluste bei den Landtagswahlen 1973 die Rückeroberung eines Mandats für Jenny; 1978 konnte er seinen Sitz für die SFP jedoch nicht mehr verteidigen und kandidierte 1983 ein letztes Mal als Spitzenkandidat der Sozialdemokratischen Partei Südtirols (SPS), blieb aber auch dieses Mal erfolglos.
In den 1980er Jahren zog sich Jenny aus der Parteipolitik zurück. 1985 reaktivierte er die ursprünglich von Hans Dietl gegründete Zeitschrift Südtiroler Nachrichten, die er bis zum Jahr 2007 herausgab. Im selben Jahr veröffentlichte Jenny eine erste Autobiografie in deutscher Sprache; 2010 erschien postum eine italienische Fassung, die auf einem Gespräch Jennys mit dem Journalisten Lucio Giudiceandrea basiert.

## Werke
- Bekenntnis zum Fortschritt. Mein Weg zur Sozialdemokratie. Edition Raetia, Bozen 2007, ISBN 978-88-7283-283-7
- L'intruso - Egmont Jenny e il suo Sudtirolo. Storia raccolta da Lucio Giudiceandrea, Edition Raetia, Bozen 2010, ISBN 978-88-7283-345-2